# 尖细宽胸蛛
尖细宽胸蛛（学名：Euryopis acuminata）为球蛛科宽胸蛛属的动物。分布于以色列、南欧、北美洲以及中国大陆的广西、海南等地，常生活于草丛中。